# (20088) 1994 PQ10
A (20088) 1994 PQ10 a Naprendszer kisbolygóövében található aszteroida. Eric Walter Elst fedezte fel 1994. augusztus 10-én.